# Poggio a Caiano
Poggio a Caiano település Olaszországban, Toszkána régióban, Prato megyében. Lakosainak száma 9863 fő (2023. január 1.). Poggio a Caiano Campi Bisenzio, Prato, Carmignano és Signa községekkel határos.

## Népesség
A település lakossága az elmúlt években az alábbi módon változott:
| Lakosok száma | 9996 | 10 048 | 9863 |
|               | 2017 | 2018   | 2023 |